# Нидерландский антильский гульден
Нидерландский антильский гульден (нидерл. Antilliaanse gulden) — денежная единица Кюрасао и Синт-Мартена, ранее — денежная единица Нидерландских Антильских островов.

## История
До 1940 года нидерландский антильский гульден приравнивался к нидерландскому гульдену. После оккупации Нидерландов с сентября 1940 года паритет с нидерландским гульденом отменён, гульден привязан к доллару США: 1,88585 гульдена = 1 доллар США. В связи с прекращением поступления монет из Нидерландов до 1945 года монеты чеканились в США, они отличаются от чеканившихся в Нидерландах знаком монетного двора Филадельфии — «Р».
В 1971 году изменено соотношение к доллару США: 1,79 гульдена = 1 доллар США.
Аруба вышла из состава Нидерландских Антильских островов 1 января 1986 года, став самоуправляемым государством в составе Королевства Нидерландов. 10 октября 2010 года в результате конституционной реформы Кюрасао и Синт-Мартен также стали самоуправляемыми государствами, а Бонайре, Саба и Синт-Эстатиус — специальными муниципалитетами Королевства.
В 1986 году Аруба ввела вместо нидерландского антильского гульдена собственную денежную единицу — арубанский флорин. С 1 января 2011 года единственной официальной валютой Бонайре, Сабы и Синт-Эстатиуса является доллар США.
Кюрасао и Синт-Мартен в настоящее время продолжают использовать в качестве национальной денежной единицы нидерландский антильский гульден. В 2012 году планировалось ввести новую валюту — карибский гульден (официальная аббревиатура — CMg), которая будет обмениваться на нынешний гульден в соотношении 1:1, однако введение новой валюты отложено на неопределённый срок. В 2019 году министр финансов Кюрасао объявил, что новая валюта будет введена в 2023 или 2024 году.
Денежные знаки выпускались в обращение Банком Кюрасао. В 1962 году банк переименован в Банк Нидерландских Антильских островов, в 2010 — в Центральный банк Кюрасао и Синт-Мартена.
В обращении находятся следующие монеты: 1, 5, 10, 25 и 50 центов и 1, 2½ и 5 гульденов, а также банкноты 5, 10, 25, 50, 100 и 250 гульденов. Банкнота в 250 гульденов не очень распространена в обращении.
На 1, 2½ и 5 гульденов монетах изображен портрет королевы Беатрикс или короля Виллема-Александра.

## Режим валютного курса
Курс гульдена привязан к доллару США в соотношении 1 доллар = 1,79 гульдена.